# Christiaan Eijkman

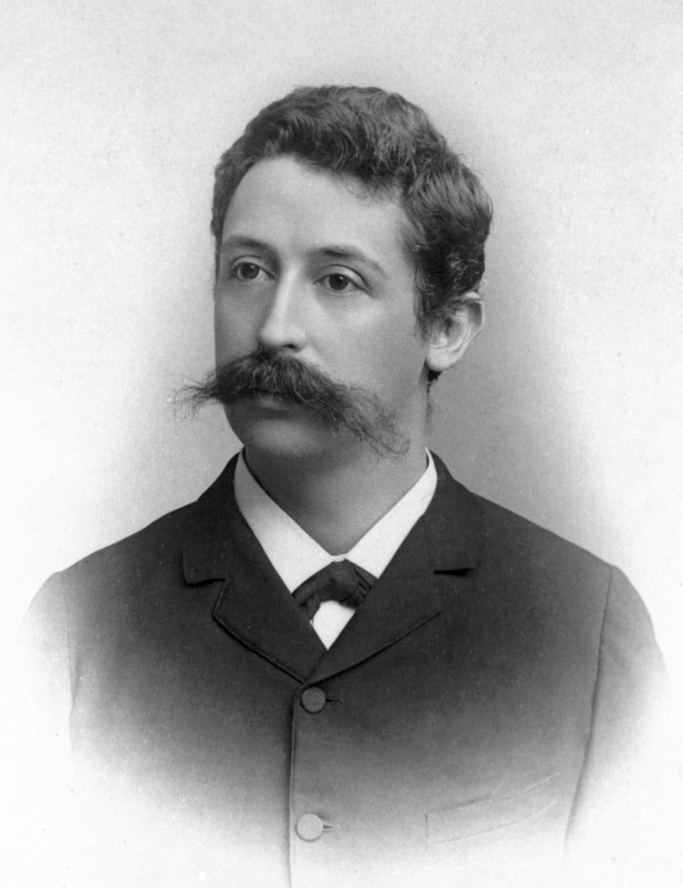
Christiaan Eijkman

Christiaan Eijkman (* 11. August 1858 in Nijkerk; † 5. November 1930 in Utrecht) war ein niederländischer Arzt, Pathologe, Bakteriologe und Hygieniker. Er erhielt 1929 gemeinsam mit Frederick Gowland Hopkins den Nobelpreis für Medizin.

## Leben
Christiaan Eijkman wurde als siebtes Kind des Lehrers Christiaan Eijkman (1822–1893) und dessen Frau Johanna Alida Pool geboren. Ab 1861 zog die Familie nach Zaandam, wo sein Vater Direktor einer neu errichteten Grundschule wurde, die Christiaan besuchte. Eijkman besuchte ab 1875 die medizinische Militärschule in Amsterdam, welche an das Athenaeum Illustre Amsterdam angeschlossen war. 1879 wurde er Assistent des Amsterdamer Professors Thomas Place (1842–1911), absolvierte am 31. Januar 1883 sein Arztexamen und wurde am 28. März 1883 zum Militärarzt zweiter Klasse befördert. Am 13. Juli 1883 promovierte mit dem Thema Over polarisatie in de zenuwen (deutsch: Über Polarisierung in den Nerven) zum Doktor der Medizin und wurde im selben Jahr nach Semarang versetzt, wo er als Stabsarzt am dortigen Hospital arbeitete.
Später wirkte er in dem kleinen indonesischen Dorf Tjilatjap, wo er an Malaria erkrankte, so dass er 1885 nach Europa zurückkehrte, um sich gesundheitlich zu erholen. Dann bildete er sich unter Josef Forster in Amsterdam und anschließend bei Robert Koch in Berlin weiter. Während jener Zeit lernte er Cornelis Adrianus Pekelharing und Cornelis Winkler (1855–1941) kennen, mit denen er im Oktober 1886 nach Indonesien zurückkehrte, um in einem Labor von Batavia die bakteriologischen Ursachen der Beriberi-Krankheit zu untersuchen.
Im Januar 1888 wurde Eijkman Direktor des neu aufgerichteten Labors für pathologische Anatomie und Bakteriologie (Eijkman Instituut) in Weltevreden, sowie Ausbilder der indonesischen Ärzte an der Djawa-Militärarztschule in Batavia. Während jener Zeit verfasste er zwei Lehrbücher für seine Schüler und untersuchte die klimatischen Auswirkungen von tropischen Krankheiten. Eijkman fiel 1897 auf, dass durch Verfüttern von poliertem Reis bei den als Versuchstiere verwendeten Hühnern eine der Beriberi ähnliche Erkrankung entsteht, womit er die erste Avitaminose entdeckt hatte. Dieser Vitamin-B1-Mangeleffekt konnte durch das Verfüttern der Silberhäutchen des Reises behoben werden. Zusammen mit seinem Mitarbeiter Gerrit Grijns entdeckte er einen Anti-Beriberi-Faktor, der später durch Casimir Funk als das Vitamin B1 (Thiamin) identifiziert wurde. Eijkman ging irrtümlich davon aus, dass ein Pathogen auf gekochtem Reis ein neurotoxisches Toxin bildete.
Seine Arbeiten konnte er jedoch nicht mehr fortsetzen, denn am 5. August 1898 erhielt er einen Ruf als Professor der Hygiene, der medizinischen Politik und Gerichtsmedizin an die Universität Utrecht, welche Aufgabe er mit der Einführungsrede Over gezondheid en ziekte in heete gewesten (deutsch: Über Gesundheit und Krankheit in heißen Regionen) antrat. Eijkman wurde Mitglied des niederländischen Gesundheitsrats, in welcher Aufgabe er sich für sauberes Trinkwasser und Schulhygiene engagierte. Besonders im Kampf gegen die Tuberkulose wurde er Gründer eines Vereins, der sich der Bekämpfung der Krankheit widmete. Zudem beteiligte er sich an den organisatorischen Aufgaben der Utrechter Hochschule und war im akademischen Jahr 1912/13 Rektor der Alma Mater. 1895 wurde er korrespondierendes und 1907 ordentliches Mitglied der königlich niederländischen Akademie der Wissenschaften, 1924 Ehrenmitglied der Royal Sanitary Instituts in London und 1921 Mitglied der National Academy of Sciences in Washington. 1920 wurde er Ritter des Ordens vom niederländischen Löwen, erhielt 1923 die John Scott Medaille der American Philosophical Society und 1928 ernannte man ihn zum Kommandeur des Ordens von Oranje-Nassau. Für seine Entdeckung des antineuritischen Vitamins (Thiamin) erhielt er 1929 gemeinsam mit Sir Frederick Gowland Hopkins den Nobelpreis für Physiologie oder Medizin.

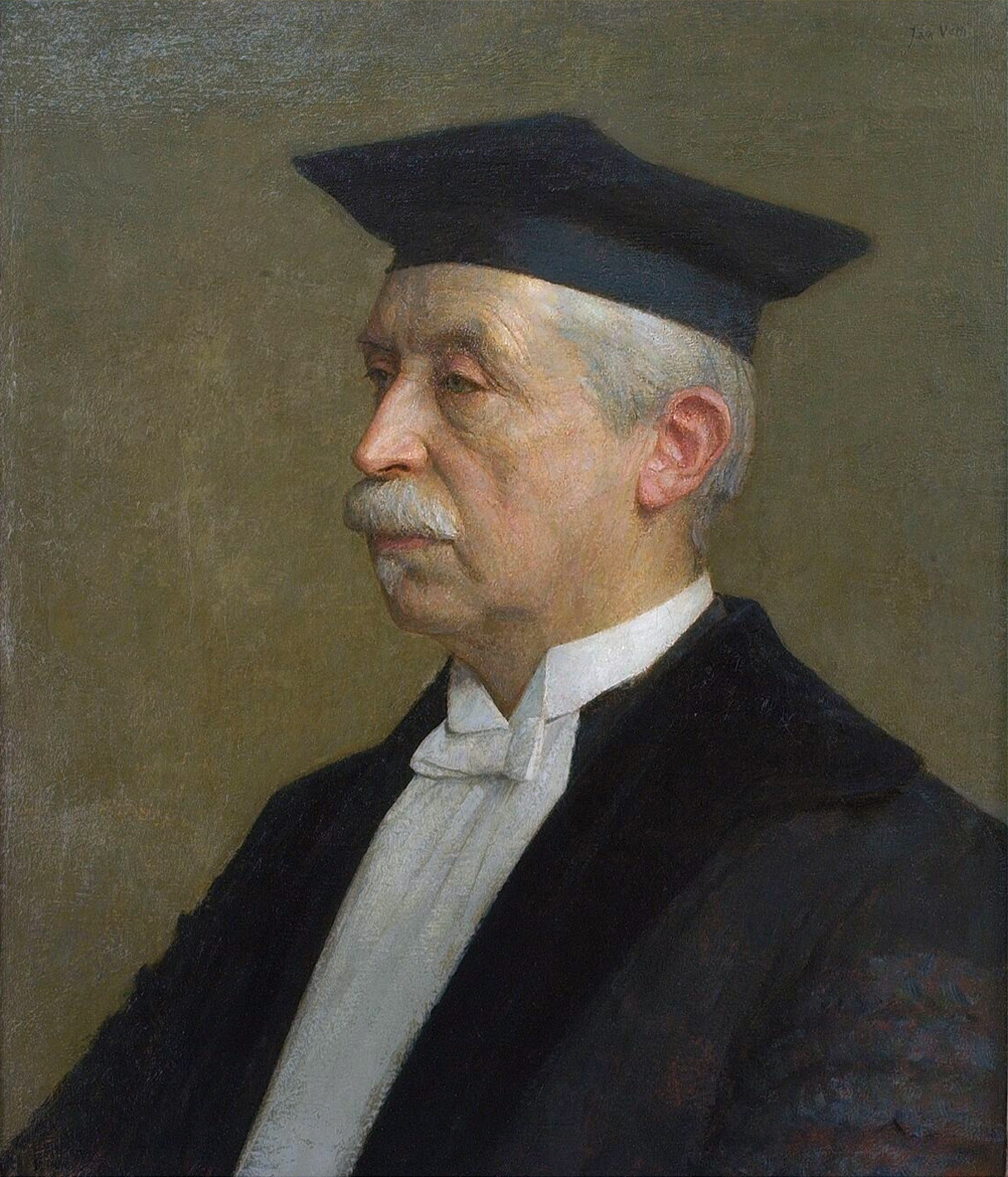
Christiaan Eijkman, gemalt von Jan Veth, 1923

Das molekularbiologische Eijkman Institut (Lembaga Biologi Molekuler Eijkman), in dem er seine Entdeckung machte, wurde 1938 nach ihm benannt und ist heute eine renommierte Forschungsanstalt in Indonesien. Nach ihm wurde der Eijkman-Test benannt, ein mikrobiologisches Verfahren, um Escherichia coli von anderen Enterobacteriaceen zu unterscheiden. Der Test kann mit dem IMViC-Test kombiniert werden, um unter anderem schnellere Zwischenergebnisse als bei IMViC allein zu haben.
Zudem ist er seit 1959 Namensgeber für den Eijkman Point, eine Landspitze an der Westküste der Antarktischen Halbinsel. Seit 1970 ist der Mondkrater Eijkman nach ihm benannt, seit 2000 der Asteroid (9676) Eijkman.